# Agazia
Agazia Scolastico (in greco bizantino: Ἀγαθίας Σχολαστικός, in latino: Agathias Scholasticus; Myrina, 536 circa – Costantinopoli, 582 circa) è stato un poeta e storico bizantino, fonte principale per parte del regno di Giustiniano I (527-565).

## Biografia
Nacque a Myrina nel 536 circa, in una città etolica dell'Asia minore occidentale, studiò legge ad Alessandria d'Egitto, per poi tornare a Costantinopoli nel 554 per terminare la sua istruzione e praticare come avvocato (scholasticus) nei tribunali. Malgrado ciò, la letteratura era la sua ambizione.
Dopo la morte di Giustiniano I nel 565, alcuni degli amici di Agazia lo persuasero a scrivere una storia dei loro tempi, lasciata, probabilmente, incompiuta per la morte, sopraggiunta nel 582.

## Opere

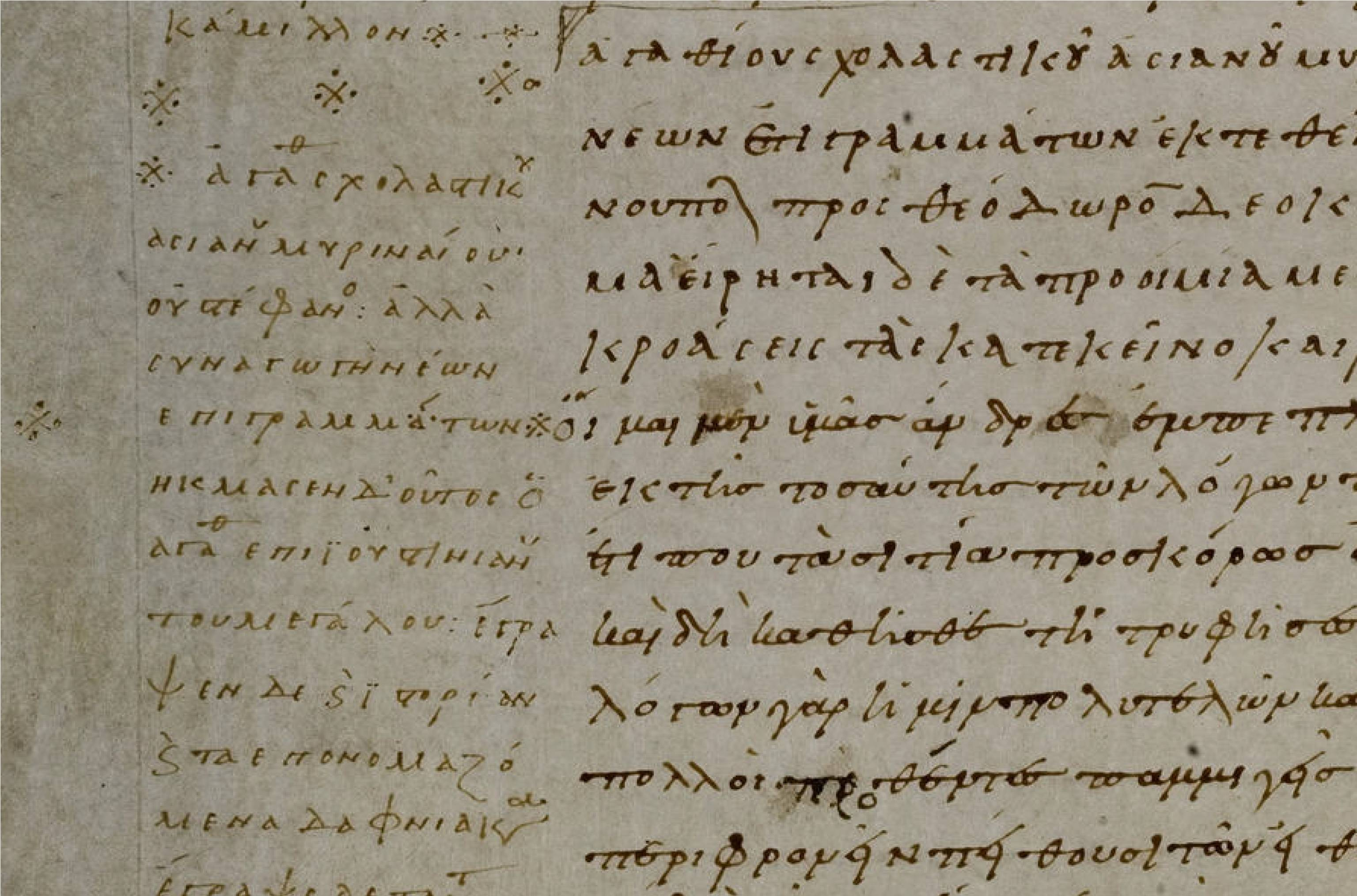
Scolio che introduce il Ciclo e le prime righe del proemio

Agazia scrisse sia in prosa che in versi. Della sua attività come versificatore epico ci informa Suda, che riporta la testimonianza di un poema in metro epico, intitolato Δαφνιακά  (Daphniakà), in 9 libri, perduto.
Inoltre, compose il Ciclo, un'antologia (confluita nella Antologia Palatina), in cui sono contenuti un centinaio dei suoi epigrammi e epigrammi di poeti a lui antecedenti e contemporanei, tra cui i suoi stessi.
Dell'attività come scholasticus é testimonianza da note a margine della Periegesi di Pausania. Infine, é pervenuta Sul regno di Giustiniano (Περί της Ιουστινιανού βασιλείας), un'opera storica in 5 libri che continua la storia di Procopio di Cesarea, di cui imita lo stile e che costituisce la principale fonte per il periodo 552-558. Gli argomenti centrali dell'opera sono le guerre combattute dall'esercito bizantino, agli ordini di Narsete, contro Goti, Vandali, Franchi e Sasanidi.
Agazia è, tra l'altro, l'unica fonte per la chiusura della Accademia neoplatonica di Atene, voluta da Giustiniano nel 529, spesso usata come termine per la fine dell'Antichità. Gli studiosi dispersi presero con sé quanto potevano dei volumi della biblioteca e si recarono nella capitale sasanide di Ctesifonte, per poi tornare, dopo un trattato che ne garantiva la sicurezza e che è una pietra miliare della storia della libertà di pensiero, ad Edessa, dove un secolo dopo le forze dell'Islam incontrarono la cultura greca.
La sua opera costituisce anche una fonte importante sulla storia della Persia del suo tempo, fungendo da base per lo Shahnameh di Firdusi e per la Storia di Ṭabarī.